# Південний магнітний полюс

Земля як магнітний диполь

Південний магнітний полюс — умовна точка на земній поверхні, в якій магнітне поле Землі направлено суворо вертикально вгору (під кутом 90° до поверхні). З фізичної точки зору цей полюс є «північним», оскільки притягує південний полюс стрілки компаса.
| Північний магнітний полюс | (2001) 81°18′ пн. ш. 110°48′ зх. д. / 81.3° пн. ш. 110.8° зх. д.  | (2004, оцінка) 82°18′ пн. ш. 113°24′ зх. д. / 82.3° пн. ш. 113.4° зх. д. | (2005, оцінка) 82°42′ пн. ш. 114°24′ зх. д. / 82.7° пн. ш. 114.4° зх. д. | (2007) 83°57′ пн. ш. 120°43′ зх. д. / 83.95° пн. ш. 120.72° зх. д.         | (2015) 86°17′ пн. ш. 160°04′ зх. д. / 86.29° пн. ш. 160.06° зх. д. |
| Південний магнітний полюс | (1998) 64°36′ пд. ш. 138°30′ сх. д. / 64.6° пд. ш. 138.5° сх. д.. | (2004 est) 63°30′ пд. ш. 138°00′ сх. д. / 63.5° пд. ш. 138.0° сх. д.     |                                                                          | (2007) 64°29′49″ пд. ш. 137°41′02″ сх. д. / 64.497° пд. ш. 137.684° сх. д. | (2015) 64°17′ пд. ш. 136°35′ сх. д. / 64.28° пд. ш. 136.59° сх. д. |

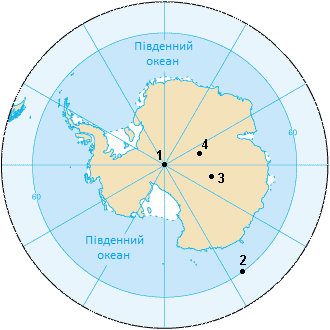
1. Південний полюс
2. Південний магнітний полюс (2007)
3. Південний геомагнітний полюс
4. Південний полюс недосяжності

Розташування Південного магнітного полюса не збігається з географічним Південним полюсом. Магнітний полюс у XXI ст. лежить скраю від Антарктиди.
Протилежністю Південного магнітного полюса є Північний магнітний полюс, розташований на півночі Канади. Якщо з'єднати полюси умовною лінією, вона не пройде точно через центр Землі, бо магнітне поле планети не зовсім симетричне.

## Історія
1831 року англійський полярний дослідник Джон Росс у Канадському Арктичному архіпелазі відкрив магнітний полюс — область, де магнітна стрілка займає вертикальне положення, тобто нахил дорівнює 90°. 1841 року його племінник Джеймс Росс досягнув іншого магнітного полюса Землі, розташованого в Антарктиді.